# The Bongos
The Bongos zijn een Amerikaanse powerpopband uit de jaren 1980 uit Hoboken (New Jersey). Sinds 2006 treden ze sporadisch weer op.

## Geschiedenis
The Bongos kwamen voort uit de band "a", waartoe Richard Barone (gitaar, zang), Rob Norris (bas), Frank Giannini (drums) en Glenn Morrow (gitaar, zang, saxofoon, keyboards) behoorden. Zonder Morrow, die andere projecten had, maakten The Bongos in 1980 hun eerste opnamen als trio. Na het eerste album trad James Mastro (gitaar) toe als vierde bandlid. De band trad op in Hoboken en New York en ging op tournee in Europa en vervolgens in de Verenigde Staten. Het eerste album Drums Along the Hudson (1982) kreeg goede recensies. De single Mambo Sun, een cover van T. Rex, bereikte #22 in de Billboard Dance Charts. In 1987 ging de band uit elkaar na verdere publicaties en vele concerten, de individuele bandleden begonnen soloprojecten of speelden in andere bands.
In 2006 kwamen de drie oorspronkelijke leden van The Bongos samen om bonusmateriaal te verzamelen voor een nieuwe editie van Drums Along the Hudson, die in 2007 werd uitgebracht. Hun oude fan Moby maakte ook deel uit van het feest. In 2007 kwam ook de vierde man terug met af en toe optredens. Sindsdien heeft de band sporadisch opgetreden. In 2007 publiceerde Richard Barone zijn herinneringen Frontman: Surviving the Rock Star Myth. In 2013 verscheen het album Phantom Train, voordat de band in 1987 uit elkaar ging.

## Discografie
- 1980: The Bongos (ep, Fetish Records)
- 1982: Drums Along the Hudson (PVC Records; 2007 bij Cooking Vinyl en 2014 bij Jem Records opnieuw uitgebracht)
- 1982: Time and the River (Fetish Records)
- 1983: Numbers With Wings (ep, RCA Records)
- 1985: Beat Hotel (RCA Records)
- 2013: Phantom Train (Jem Records)